# Precerámico Temprano
El precerámico se inició alrededor del año 10000 a. C. y duró hasta el 1800 a. C. Al comienzo de este período, los antiguos habitantes dependían totalmente del intermedio temprano. Pasaron varios cientos de años hasta que aprendieron a transformar su entorno. Este proceso es similar al que vivieron los hombres y mujeres del Viejo Mundo durante el Paleolítico superior.

## La caza y la recolección
Los primeros pobladores fueron cazadores y recolectores nómadas. Estaban organizados en bandas, grupos de hasta 100 personas emparentadas. El rol de cada individuo estaba determinado por su edad y sexo. Las mujeres se dedicaban a la recolección y a cuidar a los niños, y los hombres, a la caza. Su organización social era igualitaria.
Los primeros pobladores vivían temporalmente en cuevas y abrigos rocosos, cerca de ríos y lagos, por ser zonas ricas en recursos. Allí cazaban camélidos, venados, tarucas y vizcachas, y recogían algunas plantas como papa, calabaza, frejol, pacay y lúcuma. Cuando se agotaban los recursos, las familias se desplazaban a otros lugares en busca de alimento, pues no sabían como producirlo.
Con el tiempo desarrollaron la trashumancia estacional, que es el desplazamiento en el interior de un circuito establecido. Así, cuando los pastizales de la sierra se secaban, los cazadores seguían a los animales a las lomas de la costa o a las húmedas punas.
Se caracterizan por la ausencia de clases sociales y gobernantes.
- Datos: Q25405940